# Некрасова, Вера Леонтьевна
Вера Леонтьевна Некрасова (1882 или 1884–1979 или 1969) — систематик высших растений; историк ботаники. Сотрудник-корреспондент Ботанического сада (1916), научный сотрудник (с 1918). Старший научный сотрудник БИН РАН им. В. Л. Комарова с 1957 г. Репрессирована.

## Биография
Родилась в 1884 в Москве, в семье Леонтия Петровича Александрова и Веры Павловны Александровой.
Окончила Высшие женские курсы Герье и получила высшее образование в Томском университете, биолог.
Проживала в Ленинграде, работала старшим научным сотрудником в Ботаническом институте с 1957 г. Вышла замуж за Михаила Виссарионовича Некрасова, брата Николай Виссарионовича Некрасова.
В 1930-х — арестована, приговорена за недонесение к 8 годам ИТЛ и отправлена в лагерь. После освобождения из лагеря поселилась в Луге. В конце 1940-х — выслана в Мамлютку, где заработала туберкулёз. Осенью 1954 — освобождена из ссылки. В 1969 — скончалась.

## Научные труды
Принимала участите в написании второго (1934) и пятого (1936) тома «Флоры СССР».
Основные публикации:
- История изучения дикорастущих сырьевых растений в СССР, Том 1 / Изд-во Академии наук СССР, 1958
- Путеводитель по северным окрестностям Ленинграда [Текст] : (Приморск. и Белоостровск. линии Октябрьск. ж. д.) : С 7 ил. / В. Л. Некрасова. - Ленинград : Изд-во Леноблисполкома и Ленсовета, 1935 (тип. "Профинтерн"). - Обл., 44, [3] с. : ил.; 16х12 см.
- Некрасова В. Л. Горенский ботанический сад (Материалы к истории русских ботанических садов) // Тр. Ин-та истории естествозн. 1949. Т. 3. С. 330–350.
- Некрасова В. Л. К вопросу о годе основания Аптекарского огорода // Бот. журн. 1950. Т. 35. № 6. С. 679–683.